# Lijst van nummer 1-hits in de Nederlandse Top 40 in 1968
Deze hits stonden in 1968 op nummer 1 in de Nederlandse Top 40.
| Nummer | Datum        | Artiest             | Titel                           |
| ------ | ------------ | ------------------- | ------------------------------- |
| 41     | 6 januari    | The Beatles         | Hello, goodbye                  |
| 42     | 13 januari   | Bee Gees            | World                           |
|        | 20 januari   | Bee Gees            | World                           |
|        | 27 januari   | Bee Gees            | World                           |
| 43     | 3 februari   | Toon Hermans        | Mien, waar is mijn feestneus?   |
|        | 10 februari  | Toon Hermans        | Mien, waar is mijn feestneus?   |
|        | 17 februari  | Toon Hermans        | Mien, waar is mijn feestneus?   |
|        | 24 februari  | Toon Hermans        | Mien, waar is mijn feestneus?   |
| 44     | 2 maart      | Bee Gees            | Words                           |
|        | 9 maart      | Bee Gees            | Words                           |
|        | 16 maart     | Bee Gees            | Words                           |
| 45     | 23 maart     | Egbert Douwe        | Kom uit de bedstee mijn liefste |
| 46     | 30 maart     | Esther & Abi Ofarim | Cinderella rockefella           |
|        | 6 april      | Esther & Abi Ofarim | Cinderella rockefella           |
|        | 13 april     | Esther & Abi Ofarim | Cinderella rockefella           |
|        | 20 april     | Esther & Abi Ofarim | Cinderella rockefella           |
| 47     | 27 april     | Cliff Richard       | Congratulations                 |
|        | 4 mei        | Cliff Richard       | Congratulations                 |
|        | 11 mei       | Cliff Richard       | Congratulations                 |
|        | 18 mei       | Cliff Richard       | Congratulations                 |
| 48     | 25 mei       | Small Faces         | Lazy sunday                     |
|        | 1 juni       | Small Faces         | Lazy sunday                     |
|        | 8 juni       | Small Faces         | Lazy sunday                     |
|        | 15 juni      | Small Faces         | Lazy sunday                     |
| 49     | 22 juni      | Blue Cheer          | Summertime blues                |
| 50     | 29 juni      | Heintje             | Ich bau' dir ein Schloss        |
|        | 6 juli       | Heintje             | Ich bau' dir ein Schloss        |
|        | 13 juli      | Heintje             | Ich bau' dir ein Schloss        |
|        | 20 juli      | Heintje             | Ich bau' dir ein Schloss        |
|        | 27 juli      | Heintje             | Ich bau' dir ein Schloss        |
|        | 3 augustus   | Heintje             | Ich bau' dir ein Schloss        |
|        | 10 augustus  | Heintje             | Ich bau' dir ein Schloss        |
|        | 17 augustus  | Heintje             | Ich bau' dir ein Schloss        |
|        | 24 augustus  | Heintje             | Ich bau' dir ein Schloss        |
|        | 31 augustus  | Heintje             | Ich bau' dir ein schloss        |
| 51     | 7 september  | Golden Earrings     | Dong-dong-di-ki-di-gi-dong      |
| 52     | 14 september | The Beatles         | Hey Jude                        |
|        | 21 september | The Beatles         | Hey Jude                        |
|        | 28 september | The Beatles         | Hey Jude                        |
|        | 5 oktober    | The Beatles         | Hey Jude                        |
|        | 12 oktober   | The Beatles         | Hey Jude                        |
|        | 19 oktober   | The Beatles         | Hey Jude                        |
|        | 26 oktober   | The Beatles         | Hey Jude                        |
| 53     | 2 november   | Heintje             | Heidschi bumbeidschi            |
|        | 9 november   | Heintje             | Heidschi bumbeidschi            |
|        | 16 november  | Heintje             | Heidschi bumbeidschi            |
| 54     | 23 november  | The Cats            | Lea                             |
|        | 30 november  | The Cats            | Lea                             |
| 55     | 7 december   | Barry Ryan          | Eloise                          |
|        | 14 december  | Barry Ryan          | Eloise                          |
|        | 21 december  | Barry Ryan          | Eloise                          |
|        | 28 december  | Barry Ryan          | Eloise                          |